# Лука Ліпані
Лука Ліпані (італ. Luca Lipani, нар. 18 травня 2005, Генуя, Італія) — італійський футболіст, півзахисник клубу «Сассуоло».

## Ігрова кар'єра

### Клубна
Лука Ліпані народився у місті Генуя і є вихованцем місцевого клубу «Дженоа», до якого він приєднався у 2012 році. Пройшовши через молодіжні клубні команди, у 2021 році Ліпані став гравцем команди (U-19). Перед сезоном 2022/23 Ліпані був включений до заявки першої команди «Дженоа». В грудні 2022 року футболіст поновив свій професійний контракт з клубом.
25 лютого 2023 року у матчі Серії В проти СПАЛ Ліпані дебютував на професійному рівні. В першому ж матчі футболіст відзначився результативною передачею.
В серпні 2023 року Ліпані приєднався до клубу Серії А «Сассуоло». Першу гру в складі нової команди футболіст провів 12 листопада, коли вийшов на заміну у кубковому матчі проти «Спеції». За результатами того сезону «Сассуоло» вилетів із серії А але вже через рік Ліпані разом з командою повернувся до вищого дивізіону.

### Збірна
У 2023 році в складі юнацької збірної Італії (U-20) Ліпані брав участь у молодіжному чемпіонаті світу в Аргентині, де команда Італії стала срібним призером першості.
В липні того ж року Ліпані грав на переможному юнацькому чемпіонаті Європи на Мальті.

## Титули та досягнення
Сассуоло
- Переможець Серії В: 2024/25

Італія (U-20)
 Віце - чемпіон світу: 2023
Італія (U-19)
 Чемпіон Європи: 2023